# Vlasta Provazníková
Vlasta Provazníková (17. listopadu 1917 Praha – 29. prosince 1985) byla šperkařka, designérka, kostýmní výtvarnice a malířka.

## Život
Vlasta Provazníková se narodila 17. listopadu 1917 v Praze. Studovala na Uměleckoprůmyslové škole v Praze u prof. Františka Kysely a prof. Josefa Nováka. Studia zakončila roku 1942. Zprvu se věnovala návrhářství skla a později i scénografii výstav, kostýmnímu výtvarnictví, divadelní scénografii a designu šperků.
Dlouhodobě externě spolupracovala s klenotnickým ateliérem Ústředí uměleckých řemesel. Svými návrhy se podílela na české expozici Světové výstavy v Bruselu (1958).

## Dílo
Pro klenotnický ateliér Ústředí uměleckých řemesel navrhovala zlaté šperky s brilianty a perlami a realizovala návrhy jiných výtvarníků. Její autorské šperky, které byly určeny k prodeji ve státních klenotnických obchodech a musely respektovat finanční možnosti zákazníků, využívají krásy přírodních nebroušených polodrahokamů nebo vltavínů montovaných ve stříbře. Provazníková pracovala také se dřevem, barevnými kovy nebo oblázky. Vytvořila i větší kolekci šperků variabilních tvarů s jemným rytým dekorem z pozlaceného barevného měkkého kovu. Linie jejích šperků, které mají nádech lyričnosti, jsou citlivě promyšlené až do klasicistní vláčnosti.
Roku 1958 navrhla kostýmy pro představení Medeia v Mahenově činohře v Brně, kde byla scénografkou Věra Fridrichová. Jako výtvarnice kostýmů spolupracovala zejména s Městským divadlem v Karlových Varech (Alois Jirásek: Vojnarka, 1953), a kromě toho s divadly v Olomouci, Uherském Hradišti, Opavě a Kladně.

### Zastoupení ve sbírkách
- Muzeum skla a bižuterie v Jablonci nad Nisou
- Uměleckoprůmyslové museum, Praha

### Výstavy

#### Autorská
- Vlasta Provazníková: kresby a šperky, Galerie Karolina 1970

#### Kolektivní (výběr)
- 1945 Výstava studentů výtvarníků, Uměleckoprůmyslové museum, Praha
- 1953 Výstava užitého umění, Galerie mladých, U Řečických, Praha
- 1959 Soubor vybraných uměleckořemeslných výrobků, Berlín
- 1961 Užité umění a průmyslové výtvarnictví, Uměleckoprůmyslové museum, Praha
- 1965 Výtvarní umělci k výročí 20 let ČSSR, Dům U Hybernů, Praha
- 1966 Šperk a šátek, Galerie d, Praha[9]
- 1959 Soubor vybraných uměleckořemeslných výrobků, Berlín[10]
- 1968 Kov a šperk, Galerie na Betlémském náměstí, Praha
- 1968 Jablonec 68: Mezinárodní výstava bižuterie, Výstaviště, Jablonec nad Nisou (Jablonec nad Nisou)
- 1969 50 let českého užitého umění a průmyslového výtvarnictví, Mánes, Praha
- 1970 Zamiary i zapasy: 50 lat czeskiej sztuki stosowanej i plastyki przemysłowej, Muzeum Śląskie, Vratislav (Wrocław, Breslau)
- 1972 Český divadelní kostým, Divadelní ústav, Praha
- 1973 Bijuterii moderne din R.S. Cehoslovacă, Sala Ateneului Român, Bukurešť
- 1983 Český šperk 1963–1983, Středočeské muzeum, Roztoky